# Malcolm Simmons

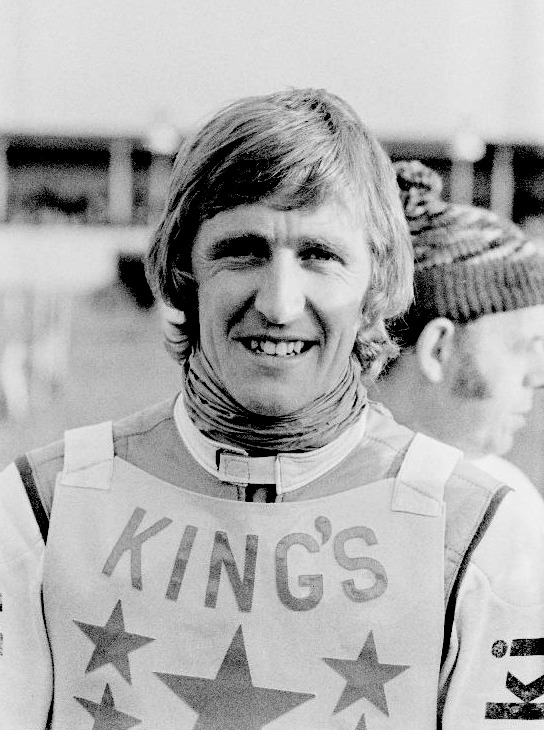
Malcolm Simmons.

Malcolm Simmons (nacido el 20 de marzo de 1946 en Tonbridge, Kent - 25 de mayo de 2014), fue un piloto de speedway británico.

## Carrera
Simmons nació en Tonbridge, Kent. Después de iniciar en las carreras en el segundo tiempo en New Cross, hizo su debut en la Liga Provincial en Hackney Hawks en 1963 a los diecisiete años de edad, pero no pudo entrar en el equipo de Hackney regularmente, así se trasladó a la recién reabierta West Ham Hammers para la temporada 1964. En 1965 Simmons ganó una Liga y la Liga británica British Knockout Copa doble con el West Ham. En 1968 él se trasladó al King's Lynn Stars y permaneció allí durante las próximas siete temporadas. Estaba constantemente en la parte superior de las medias estrellas y anotó más de 2112 puntos para el club.